# Краснобрюхая нильтава
Краснобрюхая нильтава (лат. Niltava sundara) — вид воробьиных птиц из семейства мухоловковых. Он встречается в Бангладеш, Бутане, Китае, Индии, Лаосе, Мьянме, Непале, Пакистане, Таиланде и Вьетнаме. Его естественная среда обитания — субтропические или тропические влажные равнинные леса и субтропические или тропические влажные горные леса.
Длина тела краснобрюхой нильтавы 15—18 см и вес 19—24 г. Это крупная, коренастая и яркая мухоловка с округлой формой головы, довольно коротким хвостом и широким клювом.

## Таксономия и систематика
Краснобрюхая нильтава — один из видов рода нильтавы, встречающихся в Южной и Юго-Восточной Азии наряду с Китаем. Эту птицу иногда объединяли в один вид с нильтавой Давида и суматранской нильтавой.
Он был описан Брайаном Ходжсоном в 1837 году. Видовой эпитет sundara представляет собой латинизированную версию слова sundar на хинди, что означает «красивый».

## Подвиды
Выделяют три подвида: 
- N. s. sundara Hodgson, 1837 — номинальный подвид, встречается в центральных и восточных Гималаях к востоку от Непала и от Южного Китая до Мьянмы. Негнездящиеся особи также встречаются на северо-востоке Бангладеш[3].
- N. s. whistleri Ticehurst, 1926 — Встречается в Гималаях на севере Индии и Пакистана, простираясь на восток вплоть до Уттаракханда. Подвидовой эпитет присвоен в честь Хью Уистлера. У самцов нижняя часть тела более светлая, чем у номинального подвида, а у самок более светлый хвост, верхняя часть тела и более серовато-оливковая нижняя часть тела[3].
- N. s. denotata Bangs & Phillips, 1914 — встречается в восточной Мьянме, южном Китае и северо-западном Вьетнаме. Неразмножающихся особей можно встретить южнее, до северного Таиланда и Индокитая. Самцы имеют более фиолетово-синий цвет, чем у номинального подвида, у самок более оливково-коричневый цвет на макушке и затылке, желтовато-коричневый на лбу, рыжевато-коричневый на спине и рыжий на надхвостовых кроющих перьях и краях хвоста[3][5].

## Образ жизни и питание
Краснобрюхая нильтава преимущественно насекомоядна. Её диета в основном состоит из мелких беспозвоночных и личинок (особенно муравьёв и жуков), а также изредка употребляется в пищу фрукты. Кормится, затаиваясь в подлеске и бросаясь в воздух или на землю, чтобы поймать добычу. Краснобрюхие нильтавы, как правило, кормятся поодиночке или парами, иногда объединяясь в смешанные стаи. Зимой они, как правило, держатся поодиночке.

## Охранный статус
Предполагается, что популяция этого вида стабильна и МСОП оценил его как вызывающий наименьшее беспокойство.